# OpenMusic
OpenMusic est un environnement de développement orienté objet en paradigme consacré à la composition musicale assistée par ordinateur. Il permet d'écrire tout type de programme de manière graphique, mais son but premier est de réaliser ces programmes dans une optique compositionnelle.
Basé sur le langage Common Lisp Object System, OpenMusic a été créé par Gérard Assayag, Carlos Agon et Jean Bresson.

## Applications
OpenMusic offre à l'utilisateur de nombreux modules de traitement ou de génération représentés par des icônes. L'utilisateur peut graphiquement connecter ces modules entre eux et créer ainsi des programmes visuels, appelés patchs, implémentant une fonction musicale complexe.
Les modules sont en général associés à des éditeurs graphiques qui permettent de combiner modifications manuelles et calcul algorithmique. Les éditeurs disponibles fournissent des représentations variées des données musicales : notation musicale, MIDI, audio. Une interface particulière appelée Maquette combine l'idée du patch et celle du séquenceur : les traitements peuvent ainsi être disposés dans le temps de manière à former une partition virtuelle, mêlant représentations musicales de surface, représentations hiérarchiques, processus musicaux dynamiques et logique temporelle.